# Stig Pryds
Stig Pryds (født 5. maj 1973) er en dansk elitefridykker, fordragsholder og personlig coach.  
Pryds er opvokset i Nyborg og bor i dag på Langeland.
Pryds har slået Danmarksrekorden i dybdedykning uden finner (70 m), samt opnået en samlet 2. plads og en 5. plads ved de Nordiske Mesterskaber og Verdensmesterskaberne i forskellige fridykningskategorier.